# Municipio de Carson (Iowa)
El municipio de Carson (en inglés: Carson Township) es un municipio ubicado en el condado de Pottawattamie en el estado estadounidense de Iowa. En el año 2010 tenía una población de 964 habitantes y una densidad poblacional de 16,07 personas por km².

## Geografía
El municipio de Carson se encuentra ubicado en las coordenadas 41°14′58″N 95°26′6″O / 41.24944, -95.43500. Según la Oficina del Censo de los Estados Unidos, el municipio tiene una superficie total de 60 km², de la cual 58,49 km² corresponden a tierra firme y (2,52 %) 1,51 km² es agua.

## Demografía
Según el censo de 2010, había 964 personas residiendo en el municipio de Carson. La densidad de población era de 16,07 hab./km². De los 964 habitantes, el municipio de Carson estaba compuesto por el 98,34 % blancos, el 0,21 % eran amerindios, el 0,21 % eran asiáticos, el 0,41 % eran de otras razas y el 0,83 % eran de una mezcla de razas. Del total de la población el 2,39 % eran hispanos o latinos de cualquier raza.